# RB Leipzig
RasenBallsport Leipzig e.V., i daglig sprog kaldet RB Leipzig, er en tysk fodboldklub fra byen Leipzig i Sachsen. Klubben spiller på nuværende tidspunkt i Bundesligaen, den bedste række i Tyskland. Klubben blev grundlagt i 2009, da Red Bull GmBH opkøbte klubben SSV Markranstädts licens, som på tidspunktet spillede i den femtebedste række.
Klubben har hjemmebane på Red Bull Arena, der har en tilskuerkapacitet på 47.069 pladser. Red Bull Arena blev fra 2000-2004 renoveret med henblik på VM i 2006 og hed, før Red Bull købte navnet, Zentralstadion. Før renoveringen var Zentralstadion Europas største stadion med plads til 100.000 tilskuere.

## Historie

### Grundlæggelse
Red Bull gjorde sit første forsøg på at investere i tysk fodbold i 2006, da de forsøgte at overtage klubben FC Sachsen Leipzig, som spillede en den fjerdebedste række. Efter at DFB afviste deres forslået navn 'FC Red Bull Sachsen Leipzig', og voldsomme fanprotester imod overtagelsen, så droppede Red Bull planen.
Efter dette, vendte Red Bull opmærksomhed imod Vesttyskland. Først var de i kontakt med FC St. Pauli, så med 1860 München og sidst med Fortuna Düsseldorf. Alle forsøg gik dog i vasken, da klubberne blev klar over, at Red Bull ønskede mere end bare en normal sponsoraftale.
Red Bull vendte herefter deres fokus tilbage til Leipzig, som i deres øjne var den perfekte by for investering, i det at byen ikke havde en etableret klub i de højere rækker, samtidig med at byen havde en international lufthavn og et moderne stadion. Efter søgning fandt Red Bull deres nye mål, SSV Markranstädt, en klub i den femtebedste række fra byen Markranstädt, som ligger 11 km vest fra Leipzig. Efter forhandlinger blev Markranstädt enige om at sælge deres licens til Red Bull, og den 19. maj 2009 blev RasenBallsport Leipzig e.V. dannet. Klubben valgte navnet RasenBallsport, som oversat betyder 'Plæneboldsport', i det at DFB ikke tillod dem at kalde klubben Red Bull. Ved at kalde klubben RasenBallsport, så fik klubben hermed initialerne RB Leipzig, som er de samme initialer som Red Bull.

### Rejse gennem divisionerne
Klubbens første sæson var 2009-10 sæsonen i NOFV-Oberliga Süd. Klubben dominerede her, og tabte kun to kampe i hele sæsonen, da de sikrede sig oprykning til Regionalliga Nordost. Red Bull ejer Dietrich Mateschitz annoncerede i 2010, at RB Leipzig var hovedfokus i Red Bulls fodboldprojekt fremfor Red Bull Salzburg.
Ved 2010-11 sæsonen rykkede RB Leipzig til Red Bull Arena, efter at have spillet deres første sæson i Markranstädt. Klubbens hurtige fremgang blev dog sat på pause, da både 2010-11 og 2011-12 sæsonen endte skuffende med, at klubben ikke opnåede oprykning. Ved begyndelsen af 2012-13 blev tidligere Schalke 04-træner Ralf Rangnick hyret som sportsdirektør og Alexander Zorniger blev træner. Tredje gang var lykkens gang, da Leipzig i sæsonen vandt Regionalliga Nordost, og efter sejr i oprykningsslutspillet imod Sportfreunde Lotte, rykkede RB Leipzig op i 3. Liga.
RB Leipzig slog alle transferrekorder som eksisterede i 3. Liga i forbedrelse til deres første sæson i en national liga. Strategien virkede, og RB Leipzig sluttede sæsonen på andenpladsen, og rykkede dermed op i 2. Bundesligaen. Klubbens oprykning bragte dog problemer, da Deutsche Fußball Liga, som administrerer Bundesligaen og 2. Bundesligaen, ikke ville give klubben en licens til at spille i 2. Bundesligaen, med mindre, at de ændrede klubbens logo, til at ligne Red Bulls mindre, at klubbens lederskab skulle være selvstændig fra Red Bull GmBH, og at de skulle åbne døren for klubmedlemmer. Efter flere appeller og lange forhandlinger, blev RB Leipzig og DFL enige om et kompromis, som betød at klubben ændrede sit logo og sikrede at klubbens lederskab var formelt selvstændige fra Red Bull GmBH. RB Leipzig blev som result givet licens.
Den første sæson i 2. Bundesligaen var dog skuffende for Leipzig, og i februar 2015 blev Zorniger fyret efter en række dårlige resultater, en beslutning som var set som meget overraskende, da han havde ledt klubben fra Regionalligaen til 2. Bundesligaen. Ved begyndelsen af 2015-16 sæsonen valgte sportsdirektør Rangnick selv at overtage rollen som træner. Klubben fortsatte sin aktive transferpolitik, da de i sommertransfervinduet brugte flere penge på spillere end alle andre klubber i 2. Bundesligaen til sammen. Sæsonen var en succes, og med en andenplads i sæsonen, rykkede RB Leipzig op i Bundesligaen.

### Bundesligaen
RB Leipzig tabte ikke i deres første 11 kampe i Bundesligaen, som satte en rekord for flest kampe uden et nederlag for en oprykker nogensinde. Efter sejr over Bayer Leverkusen i den 11. spillerunde, lå Leipzig på førstepladsen, og blev hermed det første hold fra det tidligere Østtyskland til at ligge på førstepladsen i Bundesligaen siden Hansa Rostock kortvarigt gjorde det i 1991. Klubben sluttede sæsonen på andenpladsen, og kvalificerede sig hermed til UEFA Champions League.
I 2019-20 sæsonen nåede RB Leipzig hele vejen til semi-finalen i Champions League, hvor de dog tabte til Paris Saint-Germain. I 2021-22 sæsonen vandt klubben sit første nationale trofæ, da de slog SC Freiburg i finalen af DFB-Pokal. Året efter i 2022-23 vandt de pokalen igen, da de denne gang slog Eintracht Frankfurt i finalen.

## Nuværende trup
Oversigten er opdateret til og med 20. maj 2025.| Nr. | Land     | Position | Spiller                |
| --- | -------- | -------- | ---------------------- |
| 1   | Ungarn   | MM       | Péter Gulácsi          |
| 3   | Holland  | FO       | Lutsharel Geertruida   |
| 4   | Ungarn   | FO       | Willi Orbán (anfører)  |
| 5   | Frankrig | FO       | El Chadaille Bitshiabu |
| 7   | Norge    | AN       | Antonio Nusa           |
| 8   | Mali     | MI       | Amadou Haidara         |
| 9   | Danmark  | AN       | Yussuf Poulsen         |
| 10  | Holland  | MI       | Xavi Simons            |
| 11  | Belgien  | AN       | Loïs Openda            |
| 13  | Østrig   | MI       | Nicolas Seiwald        |
| 14  | Østrig   | MI       | Christoph Baumgartner  |
| 16  | Tyskland | FO       | Lukas Klostermann      |

| Nr. | Land      | Position | Spiller             |
| --- | --------- | -------- | ------------------- |
| 17  | Tyskland  | FO       | Ridle Baku          |
| 18  | Belgien   | MI       | Arthur Vermeeren    |
| 20  | Tyskland  | MI       | Assan Ouédraogo     |
| 21  | Serbien   | FO       | Kosta Nedeljkovic   |
| 22  | Tyskland  | FO       | David Raum          |
| 23  | Frankrig  | FO       | Castello Lukeba     |
| 24  | Østrig    | MI       | Xaver Schlager      |
| 25  | Tyskland  | MM       | Leopold Zingerle    |
| 26  | Belgien   | MM       | Maarten Vandevoordt |
| 27  | Frankrig  | AN       | Tidiam Gomis        |
| 30  | Slovenien | AN       | Benjamin Šeško      |
| 39  | Tyskland  | FO       | Benjamin Henrichs   |
| 44  | Slovenien | MI       | Kevin Kampl         |
| 47  | Tyskland  | MI       | Viggo Gebel         |

### Udlejet
| Nr. | Land     | Position | Spiller                                      |
| --- | -------- | -------- | -------------------------------------------- |
|     | Tyskland | MM       | Tim Schreiber (Udlånt til 1. FC Saarbrücken) |
|     | Spanien  | FO       | Angeliño (Udlånt til Roma)                   |
|     | Tyskland | FO       | Sanoussy Ba (Udlånt til LASK)                |
|     | Tyskland | FO       | Frederik Jäkel (Udlånt til SV Elversberg)    |
|     | Spanien  | FO       | Hugo Novoa (Udlånt til Villarreal B)         |

| Nr. | Land     | Position | Spiller                                      |
| --- | -------- | -------- | -------------------------------------------- |
|     | Guinea   | MI       | Ilaix Moriba (Udlånt til Getafe)             |
|     | Tyskland | AN       | Dennis Borkowski (Udlånt til Dynamo Dresden) |
|     | Tyskland | AN       | Fabrice Hartmann (Udlånt til Sligo Rovers)   |
|     | Portugal | AN       | André Silva (Udlånt til Real Sociedad)       |
|     | Tyskland | AN       | Timo Werner (Udlånt til Tottenham Hotspur)   |